# Team Milram/Saison 2009
Erfolge des Team Milram in der Saison 2009.

## Größte Erfolge 2009
| Datum           | Rennen                                     | Fahrer          |
| --------------- | ------------------------------------------ | --------------- |
| 1. Mai 2009     | Eschborn-Frankfurt City Loop               | Fabian Wegmann  |
| 31. Mai 2009    | Gesamtsieg Bayern-Rundfahrt                | Linus Gerdemann |
| 7. Juni 2009    | 1. Etappe Grosser Preis des Kantons Aargau | Peter Velits    |
| 9. Juni 2009    | 3. Etappe Criterium du Dauphiné Libéré     | Niki Terpstra   |
| 30. August 2009 | 2. Etappe Vuelta a Espana                  | Gerald Ciolek   |

## Team

### Zugänge – Abgänge 2009
| Zugänge             | Team 2008         | Abgänge            | Team 2009                    |
| ------------------- | ----------------- | ------------------ | ---------------------------- |
| Gerald Ciolek       | Team Columbia     | Wolodymyr Djudja   | ISD-Danieli                  |
| Robert Förster      | Team Gerolsteiner | Sergio Ghisalberti | Unbekannt                    |
| Markus Fothen       | Team Gerolsteiner | Ralf Grabsch       | Karriereende                 |
| Thomas Fothen       | Team Gerolsteiner | Dennis Haueisen    | Karriereende                 |
| Johannes Fröhlinger | Team Gerolsteiner | Andrij Hrywko      | ISD-Danieli                  |
| Linus Gerdemann     | Team Columbia     | Matej Jurčo        | Unbekannt                    |
| Servais Knaven      | Team Columbia     | Brett Lancaster    | Cervélo TestTeam             |
| Thomas Rohregger    | Elk Haus-Simplon  | Alberto Ongarato   | Team L.P.R.                  |
| Matthias Russ       | Team Gerolsteiner | Enrico Poitschke   | Karriereende                 |
| Ronny Scholz        | Team Gerolsteiner | Elia Rigotto       | Serramenti PVC Diquigiovanni |
| Wim Stroetinga      | Ubbink-Syntec     | Fabio Sabatini     | Liquigas                     |
| Paul Voß            | Team 3C Gruppe    | Sebastian Schwager | Karriereende                 |
| Fabian Wegmann      | Team Gerolsteiner | Marco Velo         | Quick Step                   |
| Peter Wrolich       | Team Gerolsteiner | Erik Zabel         | Karriereende                 |

### Mannschaft 2009
| Name                | Geburtsdatum       | Nationalität |
| ------------------- | ------------------ | ------------ |
| Luca Barla          | 29. September 1987 | Italien      |
| Gerald Ciolek       | 19. September 1986 | Deutschland  |
| Markus Eichler      | 18. Februar 1982   | Deutschland  |
| Markus Fothen       | 9. September 1981  | Deutschland  |
| Thomas Fothen       | 6. April 1983      | Deutschland  |
| Johannes Fröhlinger | 9. Juni 1985       | Deutschland  |
| Robert Förster      | 27. Januar 1978    | Deutschland  |
| Artur Gajek         | 18. April 1985     | Deutschland  |
| Linus Gerdemann     | 16. September 1982 | Deutschland  |
| Servais Knaven      | 6. März 1971       | Niederlande  |
| Christian Knees     | 5. März 1981       | Deutschland  |
| Christian Kux       | 3. Mai 1985        | Deutschland  |
| Martin Müller       | 5. April 1974      | Deutschland  |
| Dominik Roels       | 21. Januar 1987    | Deutschland  |
| Thomas Rohregger    | 23. Dezember 1982  | Österreich   |
| Matthias Russ       | 14. November 1983  | Deutschland  |
| Ronny Scholz        | 24. April 1978     | Deutschland  |
| Björn Schröder      | 27. Oktober 1980   | Deutschland  |
| Wim Stroetinga      | 23. Mai 1985       | Niederlande  |
| Niki Terpstra       | 18. Mai 1984       | Niederlande  |
| Martin Velits       | 21. Februar 1985   | Slowakei     |
| Peter Velits        | 21. Februar 1985   | Slowakei     |
| Paul Voß            | 26. März 1986      | Deutschland  |
| Fabian Wegmann      | 20. Juni 1980      | Deutschland  |
| Peter Wrolich       | 30. Mai 1974       | Österreich   |